# Rasbora subtilis
Rasbora subtilis és una espècie de peix cipriniforme de la família dels ciprínids.

## Morfologia
Els mascles poden assolir els 4 cm de longitud total.

## Distribució geogràfica
Es troba a l'oest del Borneo (Indonèsia).